# Gymnochiromyia flavella
Gymnochiromyia flavella – gatunek muchówki z rodziny Chyromyidae.
Gatunek ten opisany został w 1848 roku przez Johana Wilhelma Zetterstedta jako Anthophilina flavella.
Muchówka o ciele długości od 1,5 do 2 mm, ubarwionym żółto. Głowę jej charakteryzują: poprzecznie owalny obrys oczu złożonych, wypukła potylica, blisko osadzone i skrzyżowane szczecinki zaciemieniowe oraz trzy pary szczecinek orbitalnych, z których przednia skierowana jest dośrodkowo, a tylna ku tyłowi. Tułów cechują nagie sternopleury, cztery pary szczecinek śródplecowych oraz cztery rzędy szczecinek środkowych grzbietu.
Owad znany z Portugalii, Hiszpanii, Irlandii, Wielkiej Brytanii, Francji, Niemiec, Danii, Szwecji, Szwajcarii, Austrii, Włoch, Polski, Czech, Słowacji, Węgier, Bułgarii, Malty, europejskiej części Rosji, Makaronezji, Afryki Północnej i nearktycznej Ameryki Północnej. Imagines spotyka się na liściach drzew takich jak dęby i wiązy.